# LUCY (groupe sud-coréen)
 (avril 2023).
La mise en forme du texte ne suit pas les recommandations de Wikipédia : il faut le « wikifier ».
Les points d'amélioration suivants sont les cas les plus fréquents. Le détail des points à revoir est peut-être précisé sur la page de discussion.
- Les titres sont pré-formatés par le logiciel. Ils ne sont ni en capitales, ni en gras.
- Le texte ne doit pas être écrit en capitales (les noms de famille non plus), ni en gras, ni en italique, ni en « petit »…
- Le gras n'est utilisé que pour surligner le titre de l'article dans l'introduction, une seule fois.
- L'italique est rarement utilisé : mots en langue étrangère, titres d'œuvres, noms de bateaux, etc.
- Les citations ne sont pas en italique mais en corps de texte normal. Elles sont entourées par des guillemets français : « et ».
- Les listes à puces sont à éviter, des paragraphes rédigés étant largement préférés. Les tableaux sont à réserver à la présentation de données structurées (résultats, etc.).
- Les appels de note de bas de page (petits chiffres en exposant, introduits par l'outil «  Source ») sont à placer entre la fin de phrase et le point final[comme ça].
- Les liens internes (vers d'autres articles de Wikipédia) sont à choisir avec parcimonie. Créez des liens vers des articles approfondissant le sujet. Les termes génériques sans rapport avec le sujet sont à éviter, ainsi que les répétitions de liens vers un même terme.
- Les liens externes sont à placer uniquement dans une section « Liens externes », à la fin de l'article. Ces liens sont à choisir avec parcimonie suivant les règles définies. Si un lien sert de source à l'article, son insertion dans le texte est à faire par les notes de bas de page.
- La présentation des références doit suivre les conventions bibliographiques. Il est recommandé d'utiliser les modèles {{Ouvrage}}, {{Chapitre}}, {{Article}}, {{Lien web}} et/ou {{Bibliographie}}. Le mode d'édition visuel peut mettre en forme automatiquement les références.
- Insérer une infobox (cadre d'informations à droite) n'est pas obligatoire pour parachever la mise en page.

Pour une aide détaillée, merci de consulter Aide:Wikification.
Si vous pensez que ces points ont été résolus, vous pouvez retirer ce bandeau et améliorer la mise en forme d'un autre article.
Lucy ( coréen : 루시) est un groupe rock, synthpop sud-coréen formé lors de l'émission télévisée de talents de JTBC intitulée Superband (Super groupe de musique en français) en 2019. Le groupe termine à la deuxième place du concours. Après la compétition, Lee Joo-hyuk est remplacé par Choi Sang-yeop. Lucy a rejoint Mystic Entertainment, représentée par Yoon Jong-shin,. Ils ont sorti leur premier single, Dear. le 8 mai 2020.

## Membres
| Nom                       | Date de naissance        | Nationalité | Activité                        |
| ------------------------- | ------------------------ | ----------- | ------------------------------- |
| Shin Yechan (신예찬)      | 13 juin 1992 (30 ans)    | Coréen      | Leader, violoniste              |
| Choi Sang-yeop ( 최상엽 ) | 27 février 1994 (29 ans) | Coréen      | Chanteur, guitariste            |
| Cho Won-sang (조원상)     | 15 août 1996 (26 ans)    | Coréen      | Compositeur, bassiste, chanteur |
| Shin Gwangil (신광일)     | 25 mai 1997 (25 ans)     | Coréen      | Batteur, chanteur               |

À l'origine, Lee Ju-hyuk était un chanteur du groupe pendant l'émission Superband , mais il décide de retourner dans son groupe d'origine, GIFT, après la fin du spectacle.

## Nom
Le nom du groupe provient du nom du chien nommé Lucy qui résidait là où se trouvait le studio de Wonsang pendant le Superband. Gwang-il indique également que Lucy fait référence au latin « lux » qui signifie lumière.

## Discographie

### Albums
| Titre | Détails de l'album | Ventes |           |                                                                                        |                |
| ----- | ------------------ | ------ | --------- | -------------------------------------------------------------------------------------- | -------------- |
| Titre | Détails de l'album | Ventes | Childhood | - Sortie : 17 août 2022 - Label: Mystic Story - Formats : CD, téléchargement numérique | - COR : 38 647 |

### Mini-albums (EP)
| Titre       | Détails du mini-album                                                                       | Meilleur classement | Ventes         |
| Titre       | Détails du mini-album                                                                       | COR                 | Ventes         |
| ----------- | ------------------------------------------------------------------------------------------- | ------------------- | -------------- |
| Panorama    | - Sortie : 26 août 2020 - Label : Mystic Story - Formats : CD, téléchargement numérique     | 30                  | - COR : 2 480  |
| Snooze      | - Sortie : 12 novembre 2020 - Label : Mystic Story - Formats : CD, téléchargement numérique | 33                  | - COR: 3,172   |
| Blue        | - Sortie : 7 décembre 2021 - Label : Mystic Story - Formats : CD, téléchargement numérique  | 8                   | - COR : 27 291 |
| Insert Coin | - Sortie : 23 février 2023 - Label : Mystic Story - Formats : CD, téléchargement numérique  | 10                  | - COR : 39 373 |

### Albums uniques
| Titre   | Détails                                                                                            | Meilleure position | Ventes         |
| Titre   | Détails                                                                                            | COR                | Ventes         |
| ------- | -------------------------------------------------------------------------------------------------- | ------------------ | -------------- |
| Dear.   | - Sortie : 8 mai 2020 - Label : Mystic Story - Formats : CD promotionnel, téléchargement numérique | —                  | NC             |
| Inside  | - Sortie : 16 février 2021 - Label : Mystic Story - Formats : CD, téléchargement numérique         | 30                 | - COR : 3 965  |
| Gatcha! | - Sortie : 16 juin 2021 - Label : Mystic Story - Formats : CD, téléchargement numérique            | 17                 | - COR : 16 855 |

### Singles (chansons seules)
| Titre                          | Année | Meilleure position | Ventes (Téléchargements) | Album            |
| Titre                          | Année | KOR                | Ventes (Téléchargements) | Album            |
| ------------------------------ | ----- | ------------------ | ------------------------ | ---------------- |
| "Flowering" (개화)             | 2020  | —                  | NC                       | Dear.            |
| "Jogging" (조깅)               | 2020  | —                  | NC                       | Panorama         |
| "Snooze" (선잠)                | 2020  | —                  | NC                       | Snooze           |
| "Hero" (히어로)                | 2021  | —.                 | NC                       | Inside           |
| "I Got U"                      | 2021  | —.                 | NC                       | Gatcha!          |
| "Irrelevant Answer" (동문서답) | 2021  | —.                 | NC                       | Non-album single |
| "Rolling Rolling" (떼굴떼굴)   | 2021  | —.                 | NC                       | Blue             |

### Reprises
| Titre                                                                       | Année | Meilleure position | Ventes (Téléchargements) | Album    |
| Titre                                                                       | Année | KOR                | Ventes (Téléchargements) | Album    |
| --------------------------------------------------------------------------- | ----- | ------------------ | ------------------------ | -------- |
| "Run Away" (항상 엔진을 켜둘께)                                             | 2022  | —                  | NC                       | Dear.    |
| "Someday in the 21st Century" (변했다고 느끼는 내가 변한 건지, feat. Sik-K) | 2022  | —                  | NC                       | Panorama |
| "Snooze" (선잠)                                                             | 2022  | —                  | NC                       | Snooze   |

### Bandes originales
| Titre | Année | Meilleur classement | Ventes (Téléchargements) | Album                       |
| Titre | Année | KOR                 | Ventes (Téléchargements) | Album                       |
| --- | ----- | ------------------- | ------------------------ | --------------------------- |
| "I Don't Wanna Heart You" (서툴러서)                                                                     | 2020  | —                   | NC                       | Zombie Detective OST Part.2 |
| "Run To You"                                                                                             | 2020  | —                   | NC                       | Run On OST Part.1           |
| "Fly High" (날아올라)                                                                                    | 2022  | —                   | NC                       | Moonshine OST Part.4        |
| "Police Class"                                                                                           | 2022  | —                   | NC                       | Rookie Cops OST Part.2      |
| "Light Up!"                                                                                              | 2022  | —                   | NC                       | Road Of Heroes OST Part.1   |
| "Ant, Go Run"                                                                                            | 2022  | —                   | NC                       | Stroke Struck OST Part.2    |
| "Diamond" (눈이 부신다)                                                                                  | 2022  | —                   | NC                       | Gaus Electronics OST Part.1 |
| "Little Star" (작은 별)                                                                                  | 2022  | —                   | NC                       | Bad Prosecutor OST Part.2   |
| "—" indique les versions qui n'ont pas été répertoriées ou qui n'ont pas été publiées dans cette région. |       |                     |                          |                             |

## Filmographie

### Émissions de télévision
| Année | Chaine | Titre de l'émission | Remarques  |
| ----- | ------ | ------------------- | ---------- |
| 2019  | JTBC   | Superband           | 2ème place |